# Naïm Aarab
Naïm Aarab (Bruxelles, 7 febbraio 1988) è un ex calciatore belga con cittadinanza marocchina, di ruolo difensore.

## Carriera

### Club
Ha giocato nella massima serie dei campionati greco, belga ed ungherese.